# Източник
Източник (болг. Източник) — село в Болгарии. Находится в Габровской области, входит в общину Габрово. Население составляет 18 человек.

## Политическая ситуация
В местном кметстве Жылтеш, в состав которого входит Източник, должность кмета (старосты) исполняет Тодорка Колева Венкова (коалиция в составе 2 партий: Болгарская социал-демократия (БСД), Болгарская социалистическая партия (БСП)) по результатам выборов.
Кмет (мэр) общины Габрово — Томислав Пейков Дончев (Граждане за европейское развитие Болгарии (ГЕРБ)) по результатам выборов.